# Michał Szwejlich

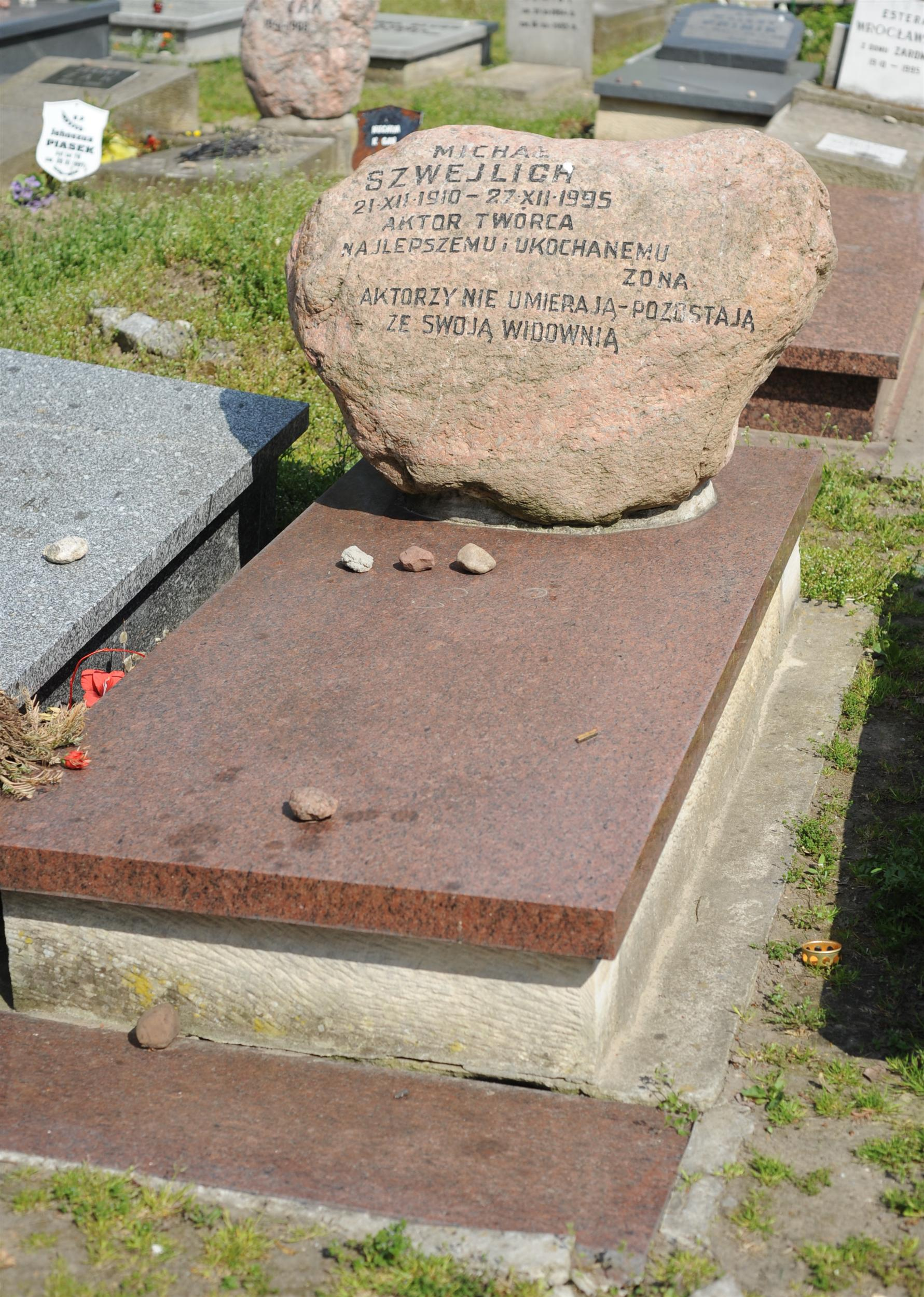
Grób Michała Szwejlicha na cmentarzu żydowskim w Warszawie

Michał Mosze Szwejlich (jid. משה שווייליך; ur. 21 grudnia 1910 w Wilnie, zm. 27 grudnia 1995 w Warszawie) – polski reżyser oraz aktor teatralny i filmowy żydowskiego pochodzenia.

## Życiorys
Urodził się w Wilnie w rodzinie żydowskiej. W 1932 ukończył Studio Dramatyczne M. Weicherta w Warszawie. Od tego czasu występował w żydowskim Studio Eksperymentalnym JungTeater.
Okres II wojny światowej przeżył w Związku Radzieckim.
Po powrocie do Polski związał się z Dolnośląskim Teatrem Żydowskim we Wrocławiu. Następnie przez pewien czas był aktorem Państwowego Teatru Żydowskiego z siedzibą w Łodzi, by potem znów wrócić do Wrocławia.
Od 1955 do śmierci był jednym z czołowych aktorów Teatru Żydowskiego w Warszawie. W 1985 został odznaczony Krzyżem Oficerskim Orderu Odrodzenia Polski.
Pochowany jest na cmentarzu żydowskim przy ulicy Okopowej w Warszawie (kwatera 2, rząd 14).

## Kariera
| Teatr Żydowski w Warszawie - 1956: Tewje Mleczarz - 1957: Dybuk - 1957: Matka Courage i jej dzieci - 1958: Kune-Lemł - 1958: Opera Żyda - 1958: Glikl Hameln - 1959: Trudno być Żydem - 1960: Trzynaście beczek dukatów - 1961: Samotny statek - 1962: Bar-Kochba - 1962: Joszke Muzykant - 1962: Pieśń ujdzie cało ... - 1963: Serkełe - 1963: Jakub i Ezaw - 1963: Bezdomni - 1964: Wielka wygrana - 1965: Pusta karczma - 1965: Urodziłem się w Odessie ... - 1966: Sure Szejndł - 1967: Matka Courage i jej dzieci - 1968: Córki kowala - 1969: Skarb cesarza - 1969: Zielone pola - 1970: Dybuk - 1970: Tewje Mleczarz - 1972: Wielka wygrana - 1972: Było niegdyś miasteczko - 1973: Dybuk - 1975: Dzban pełen słońca - 1976: Zmierzch - 1976: Bóg, człowiek i diabeł - 1976: Dwaj Kunie-Lemł - 1977: Spadkobiercy - 1977: W noc zimową - 1978: Planeta Ro - 1979: Bonjour monsieur Chagall - 1980: Jakub i Ezaw - 1981: Poszukiwacze złota - 1984: Rabin i błazen - 1984: Sen o Goldfadenie - 1985: Wielka wygrana - 1986: Pieśń o zamordowanym ... - 1990: Ballada o ślubnym welonie - 1990: Dybuk - 1991: Gdybym był bogaczem - 1992: Trubadur z Galicji - 1993: My Żydzi polscy - 1994: Swat w zielonym szaliku - 1994: Błądzące gwiazdy Teatr Żydowski w Łodzi - 1950: Sen o Goldfadenie - 1950: Rodzina Blank - 1951: 200.000 - 1952: Glikl Hameln żąda ... Dolnośląski Teatr Żydowski we Wrocławiu - 1947: Zielone pola - 1953: Meir Ezofowicz - 1954: Pajęczyna - 1955: Młyn | - 1973: Sanatorium pod klepsydrą – Żyd na drabinie - 1975: Wieczór u Abdona – jako rabin - 1976: Zaklęty dwór – jako krawiec - 1977: Lalka – jako Żyd wiozący Rzeckiego z Węgier - 1977: Noce i dnie – jako krawiec w Kalińcu - 1977: Sprawa Gorgonowej – jako dziennikarz - 1979: Doktor Murek – jako Lesser - 1979: Dybuk – jako cadyk Batłen - 1979: Gwiazdy na dachu - 1979: Komedianci - 1980: Levins Muhle – jako wujek Sally - 1980: Polonia Restituta - 1982: Austeria – jako Chasyd Stary - 1982: Hotel Polan und seine Gäste – jako Tykociński - 1983: Wedle wyroków twoich... – jako stary Żyd w areszcie - 1983: Lata dwudzieste... lata trzydzieste... – jako Misza Waszyński - 1984: Kim jest ten człowiek – jako Żyd na ulicy - 1984: Trzy młyny – jako Żyd (odc. 2) - 1985: War and love - 1986: Zmiennicy – jako aktor grający doradcę króla w filmie „Spadkobiercy Grunwaldu” - 1986: U Lullaby - 1987: Anioł w szafie – jako mężczyzna na cmentarzu żydowskim - 1987: Rzeka kłamstwa – jako handlarz Jung - 1988: Skrzypce Rotszylda – jako rabin - 1991: Cheat – jako stary kupujący nieruchomości - 1991: Cynga - 1991: Paper Marriage – jako sklepikarz Dawid - 1992: Republik der Träume |